# Phyllurus isis
Phyllurus isis (блеквудський листохвостий гекон) — вид геконоподібних ящірок родини Carphodactylidae. Ендемік Австралії.

## Поширення і екологія
Блеквудські листохвості гекони мешкають на схилах гір Блеквуд і Джукс. Вони живуть у вологих тропічних лісах, серед вкритих мохом скель.

## Збереження
МСОП класифікує цей вид як вразливий. Phyllurus isis загрожує знищення природного середовища.